# إيرين فيرغسون
إيرين فيرغسون (بالإنجليزية: Irene Ferguson)‏ هي رسامة نيوزيلندية، ولدت في 1970.